# Акташево (Гафурийский район)
Акта́шево (баш. Аҡташ) — деревня в Гафурийском районе Республики Башкортостан Российской Федерации. Входит в состав Ковардинского сельсовета.

## География

### Географическое положение
Находится на правом берегу реки Зилим.
Расстояние до:
- районного центра (Красноусольский): 61 км,
- центра сельсовета (Коварды): 5 км,
- ближайшей ж/д станции (Белое Озеро): 76 км.

## Население
| 2002 | 2009 | 2010 |
| ---- | ---- | ---- |
| 147  | ↗150 | ↘126 |

Согласно переписи 2002 года, преобладающая национальность — башкиры (99 %).

## Религия
В деревне есть мечеть.